# Wat Phrathat Doi Suthep
Wat Phrathat Doi Suthep (Thai: วัดพระธาตุดอยสุเทพ) is een boeddhistische tempel in de provincie Changwat Chiang Mai in Thailand. De tempel wordt ook wel Doi Suthep genoemd, al is dat feitelijk de naam van de berg waar hij op gebouwd is. De tempel wordt door vele Thai als heilig beschouwd. Hij geeft uitzicht op de stad Chiang Mai en is in trek bij buitenlandse toeristen.

## Geschiedenis
Er bestaan verschillende verhalen over de oorspronkelijke stichting van de tempel. Een ervan is dat het gebouwd is in 1383 toen de eerste stoepa werd gebouwd. In de loop van de tijd is de tempel uitgebreid en zijn er extravagante relikwieën aan de tempel toegevoegd. De weg naar de tempel werd pas in het jaar 1935 aangelegd, op initiatief van de monnik Kruba Srivichai.

## Legende van de witte olifant

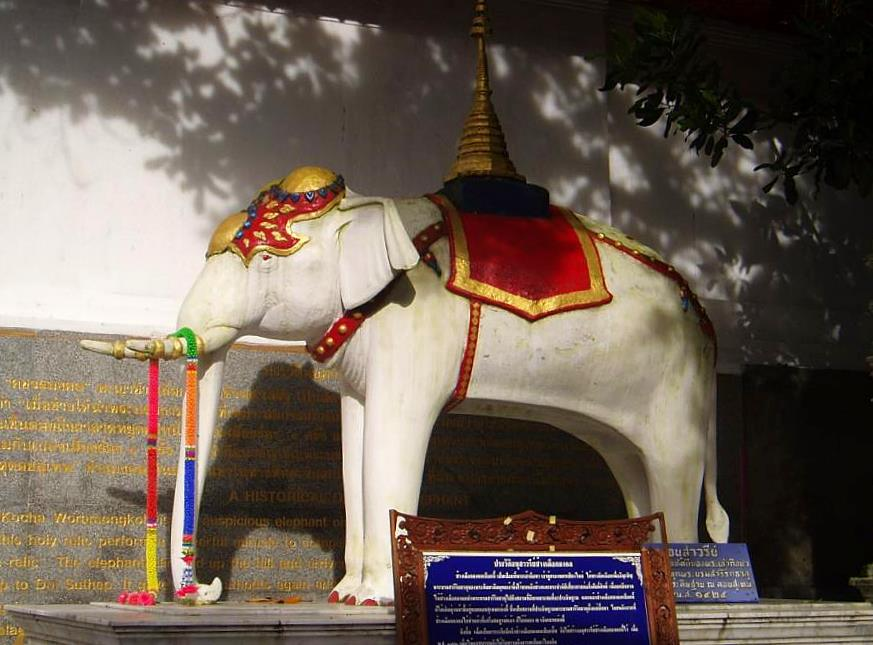
Relikwie op de rug van de witte olifant

Volgens de gangbare legende had een monnik met de naam Sumanathera uit Sukhothai een droom, waarin god hem vertelde naar Pang Cha te gaan en te zoeken naar een relikwie. Sumanathera vertrok naar Pang Cha en vond een been, waarvan men beweert dat het de schouderbeen is van Boeddha. De relikwie vertoonde magische krachten: het gloeide, was in staat te verdwijnen, het kon zich uit zichzelf bewegen en zich vermenigvuldigen. Sumanathera nam de relikwie mee naar de koning Dharmmaraja die toen over Sukhothai regeerde.
De gretige Dharmmaraja deed offers en organiseerde een ceremonie toen Sumanathera aankwam, maar de relikwie vertoonde geen ongewone kenmerken. De koning betwijfelde de echtheid van de relikwie en vertelde Sumanathera het te houden.
Ook koning Nu Naone uit Lanna hoorde van de relikwie en vroeg Sumanathera naar zijn koninkrijk te komen en hij vertrok met toestemming van zijn eigen koning Dharmmaraja in 1368 naar Lamphun in Noord-Thailand.
De relikwie brak in tweeën, waarbij het ene deel even groot was als het origineel en het tweede kleiner. Het kleinste deel werd bij de relikwieën in een tempel in Suandok gezet; het andere deel werd bij de koning op de rug van een witte olifant gezet die losgelaten werd in de jungle. Volgens de legende beklom de olifant de berg Doi Suthep die vanaf dat moment Doi Aoy Chang (Suikerolifantberg) werd genoemd. Daar trompetterde hij drie keer en viel dood neer op de heuveltop. Dit werd geïnterpreteerd als een teken en koning Nu Naone gaf de opdracht voor de bouw van een tempel op de berg.

## Bezoek aan Wat Doi Suthep
De tempel staat op een afstand van 15 kilometer (hemelsbreed 6 kilometer) van de stad Chiang Mai. Met songtaews, kleine vrachtwagentjes met twee (song) rijen zitplaatsen, wordt er voor bezoekers een dienst naar de tempel onderhouden.
Vanaf de parkeerplaats vervolgt de route naar de tempel via een trap met 309 treden. Voor wie deze trap te veel is, bestaat ook de mogelijkheid om met een lift naar boven te gaan.
Het meest heilige op de tempelberg is een grote met plaatkoper beklede chedi (ook wel stoepa of pagode). In dit gedeelte van de tempel moeten de bezoekers hun schoenen uittrekken en verzorgd gekleed zijn. Op het tempelcomplex staan kleinere chedi's, beelden, bellen en relikwieën, zowel van boeddhistische als hindoeïstische achtergrond. Ook is er een museum. Er is een model van de Smaragdgroene Boeddha en een beeld van de hindoegod Ganesha.

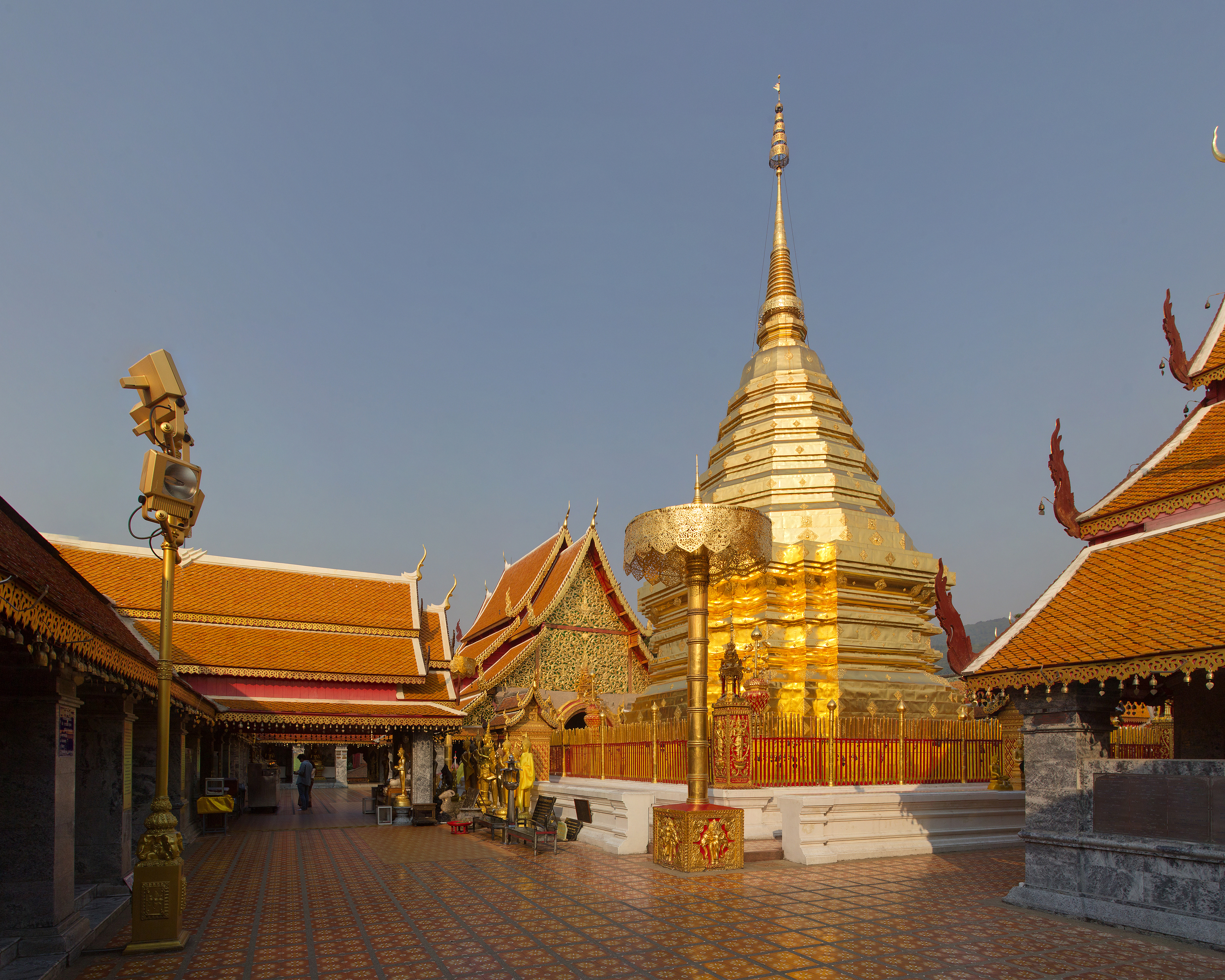
Goudkleurige chedi
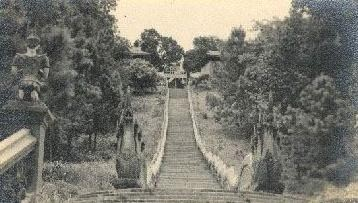
De trap rond 1910-20
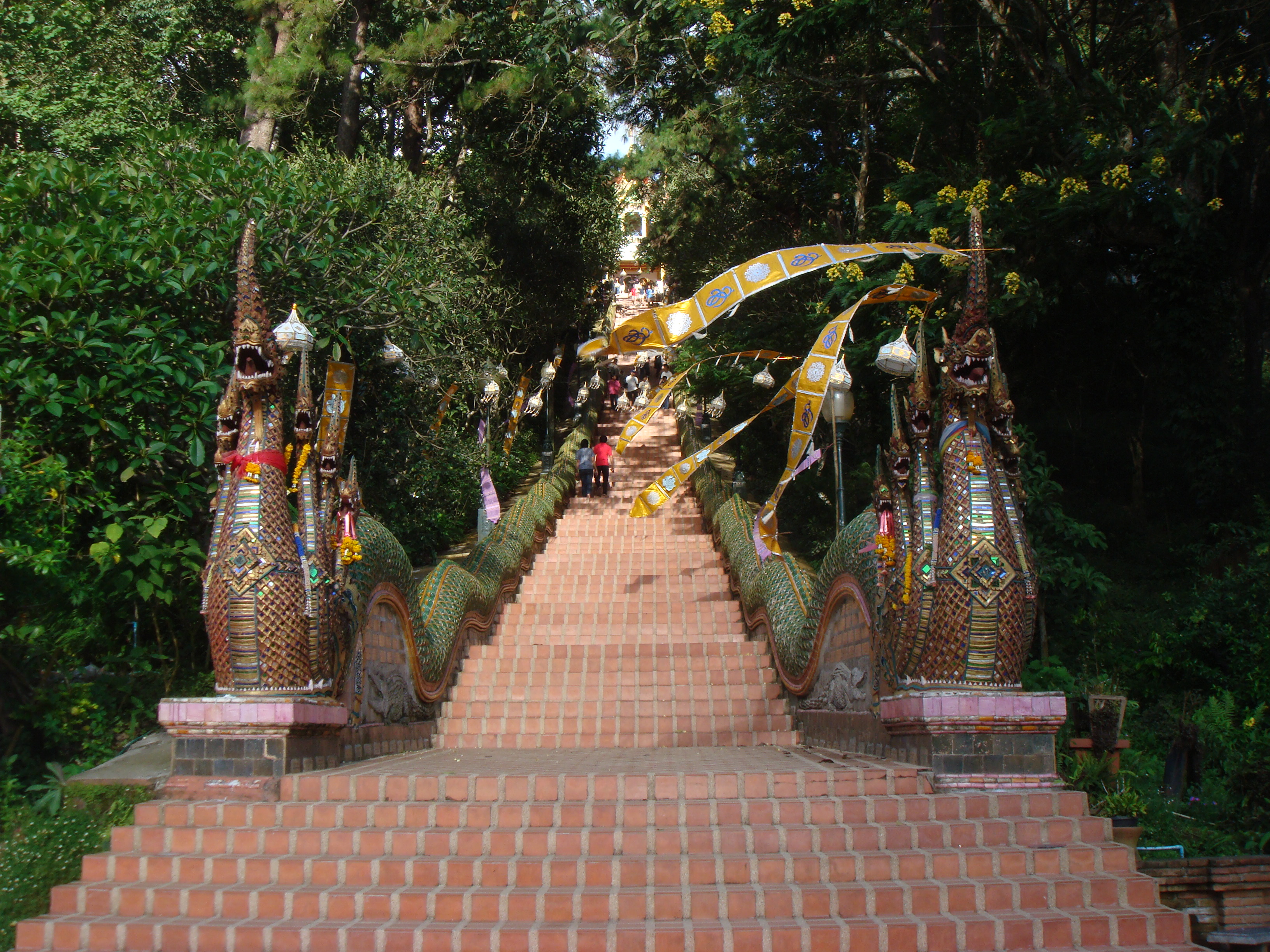
Huidige trap naar de tempel
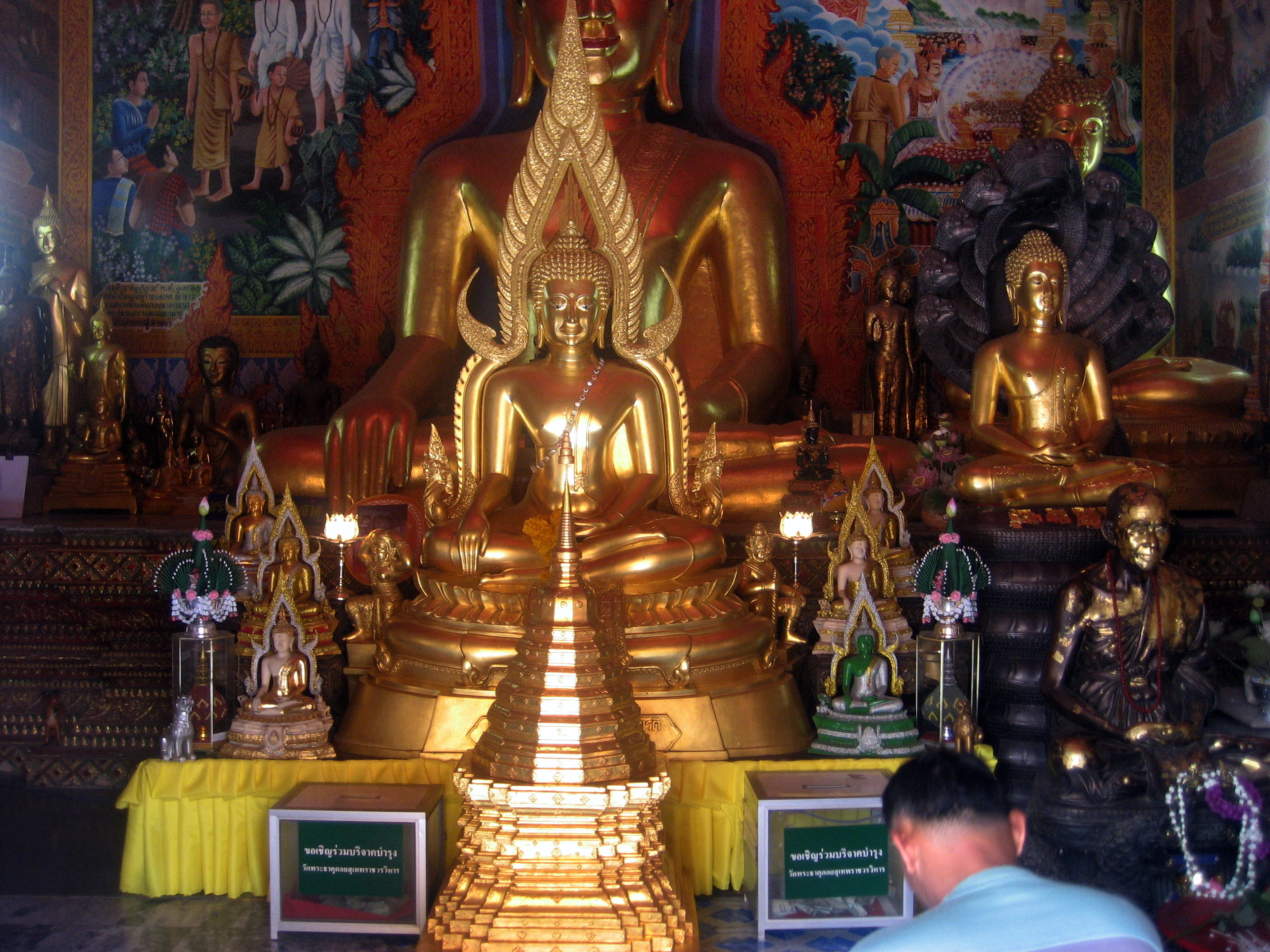
Boeddhabeeld
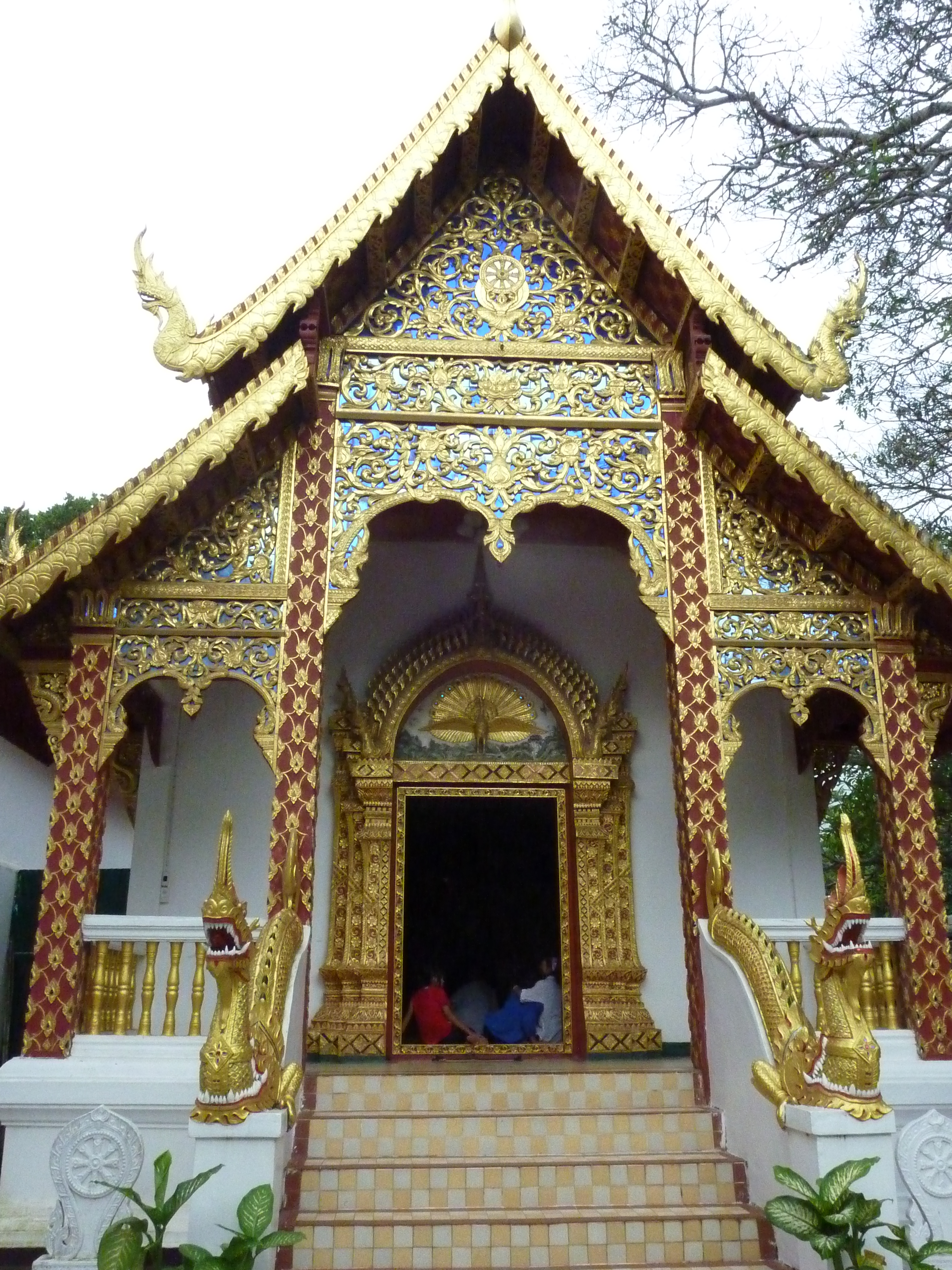
Het relatief kleine ubosot-gebouw